# Talayuelas
Talayuelas è un comune spagnolo di 944 abitanti situato nella comunità autonoma di Castiglia-La Mancia.